# Ford Modell R
Das Ford Model R war ein zweisitziger Personenkraftwagen, gebaut von Ford in den USA. Ab 1907 wurde das von einem 4-Zylinder-Reihenmotor von 2397 cm³ Hubraum und 15 bhp (11 kW) Leistung angetriebene Auto dem Modell N zur Seite gestellt. Der Radstand des mit einem Kettenantrieb, Frontmotor und Hinterradantrieb versehenen Fahrzeuges betrug 2134 mm. Wie alle Ford zu Beginn des letzten Jahrhunderts besaß auch der R ein Planetengetriebe zur Gangwahl. Gegenüber dem Modell N besaß der R eine zentrale Ölversorgung und Trittbretter.
Ende 1908 wurde auch dieser Wagen durch das Modell T ersetzt.